# Friedrich Hollaender
Cet article possède un paronyme, voir Hollander.
Friedrich Hollaender, Friedrich Holländer ou encore Frederick Hollander, est un compositeur de musique de films et réalisateur allemand, né le 18 octobre 1896 à Londres, mort le 18 juin 1976 à Munich.

## Biographie
Fils du compositeur Victor Hollaender, Friedrich Hollaender fait ses études à Berlin, et étudie la musique avec Engelbert Humperdinck au Conservatoire Stern. Dès la fin de la guerre, il compose pour le théâtre, pour le metteur en scène Max Reinhardt, puis écrit des revues et des chansons. En 1926, il écrit sa première musique de film, et en 1929, la musique de L'Ange Bleu de Josef von Sternberg, tourné en deux versions, allemande et anglaise, l'amène au succès international, écrivant paroles et musique des chansons que chante Marlene Dietrich, dont le célèbre Falling in Love Again.
D'origine juive, il quitte l'Allemagne nazie en 1933 et s'exile aux États-Unis où il compose la musique de plus de 100 films, parmi lesquels Ange, La Huitième Femme de Barbe-Bleue et La Dame au manteau d'hermine d'Ernst Lubitsch, La Scandaleuse de Berlin et Sabrina de Billy Wilder, Comment l'esprit vient aux femmes et Une femme qui s'affiche de George Cukor. Plusieurs de ses chansons ont été rendues célèbres par Marlene Dietrich, aux côtés de qui il joue le rôle du pianiste accompagnateur dans La Scandaleuse de Berlin. Il est également l'auteur compositeur de plusieurs centaines de chansons.
Friedrich Hollaender obtient quatre nominations à l'Oscar de la meilleure musique de film mais n'a jamais remporté la statuette.

## Filmographie

### Compositeur
- 1926 : Kreuzzug des Weibes de Martin Berger
- 1930 : L'Ange bleu (Der Blaue Engel, The Blue Angel ) de Josef von Sternberg
- 1930 : Flagrant Délit de Georges Tréville et Hanns Schwarz
- 1930 : Der Andere
- 1930 : Die große Sehnsucht
- 1930 : Le Cambrioleur (Einbrecher)
- 1931 : La Maison jaune de Rio
- 1931 : Der Weg nach Rio
- 1931 : L'Homme qui cherche son assassin (Der Mann, der seinen Mörder sucht) de Robert Siodmak
- 1931 : Das Schicksal der Renate Langen
- 1931 : Drei Tage Liebe
- 1931 : Das gelbe Haus des King-Fu
- 1932 : Stürme der Leidenschaft
- 1932 : Tumultes
- 1933 : Suzanne, c'est moi ! (I Am Suzanne!) de Rowland V. Lee
- 1934 : The Only Girl
- 1935 : Shanghai
- 1935 : Qui ? (College Scandal) d'Elliott Nugent
- 1936 : Transatlantic Follies ou Anything Goes
- 1936 : L'Espionne Elsa (Till We Meet Again) de Robert Florey
- 1936 : Désir (Desire)
- 1936 : L'Homme à l'héliotrope (Forgotten Faces)
- 1936 : Ma femme américaine (My American Wife)
- 1936 : Poppy
- 1936 : Valiant Is the Word for Carrie
- 1937 : Deux Femmes (John Meade's Woman) de Richard Wallace
- 1937 : Vie facile (Easy Living)
- 1937 : Ange (Angel)
- 1937 : La Folle Confession (True Confession)
- 1938 : La Huitième Femme de Barbe-Bleue (Bluebeard's Eighth Wife), d'Ernst Lubitsch
- 1938 : Zaza
- 1939 : Lune de miel à Bali (Honeymoon in Bali) d'Edward H. Griffith
- 1939 : La Baronne de minuit (Midnight)
- 1939 : Invitation au bonheur (Invitation to Happiness)
- 1939 : L'Irrésistible Monsieur Bob (Man About Town)
- 1939 : Chirurgiens (Disputed Passage)
- 1940 : L'Aventure d'une nuit (Remember the Night)
- 1940 : Trop de maris (Too Many Husbands)
- 1940 : Typhon
- 1940 : The Biscuit Eater de Stuart Heisler
- 1940 : Safari
- 1940 : Gouverneur malgré lui (The Great McGinty)
- 1940 : Le Mystère de Santa Marta (Rangers of Fortune) de Sam Wood
- 1940 : South of Suez
- 1940 : Passion sous les tropiques (Victory) de John Cromwell
- 1941 : Life with Henry
- 1941 : Des pas dans la nuit (Footsteps in the Dark) de Lloyd Bacon
- 1941 : Million Dollar Baby
- 1941 : Le Défunt récalcitrant (Here Comes Mr. Jordan)
- 1941 : Tu m'appartiens (You Belong to Me), de Wesley Ruggles
- 1942 : L'Homme qui vint dîner (The Man Who Came to Dinner)
- 1942 : Wings for the Eagle
- 1942 : La Justice des hommes (The Talk of the Town)
- 1943 : Intrigues en Orient (Background to Danger)
- 1943 : La Petite Exilée (Princess O'Rourke)
- 1944 : Once Upon a Time
- 1945 : Les Caprices de Suzanne (The Affairs of Susan)
- 1945 : Pillow to Post
- 1945 : La mort n'était pas au rendez-vous (Conflict)
- 1945 : Joyeux Noël dans le Connecticut (Christmas in Connecticut) de Peter Godfrey
- 1946 : Cinderella Jones
- 1946 : The Bride Wore Boots
- 1946 : Janie Gets Married
- 1946 : Two Guys from Milwaukee
- 1946 : Ne dites jamais adieu (Never Say Goodbye), de James V. Kern
- 1946 : The Verdict
- 1947 : Mariage parfait (The Perfect Marriage) de Lewis Allen
- 1947 : That Way with Women (en)
- 1947 : Stallion Road
- 1947 : L'Étalon rouge
- 1948 : Berlin Express
- 1948 : La Dame au manteau d'hermine (That Lady in Ermine)
- 1948 : Wallflower (en)
- 1948 : La Scandaleuse de Berlin (A Foreign Affair)
- 1949 : Pris au piège (Caught)
- 1949 : Secret de femme (A Woman's Secret)
- 1949 : Adventure in Baltimore (en) de Richard Wallace
- 1949 : Strange Bargain
- 1949 : Fiancée à vendre (Bride for Sale) de William D. Russell
- 1949 : A Dangerous Profession (en) de Ted Tetzlaff
- 1950 : Mon cow-boy adoré (Never a Dull Moment) de George Marshall
- 1950 : La Femme aux maléfices (Born to Be Bad) de Nicholas Ray
- 1950 : L'Étranger dans la cité (Walk Softly, Stranger) de Robert Stevenson
- 1950 : Comment l'esprit vient aux femmes (Born Yesterday) de George Cukor
- 1951 : Mon passé défendu (My Forbidden Past) de Robert Stevenson
- 1951 : La Part du jeu (Darling, How Could You!) de Mitchell Leisen
- 1952 : Catch conjugal (The First Time) de Frank Tashlin
- 1952 : Androclès et le Lion (Androcles and the Lion) de Chester Erskine
- 1953 : Les 5 000 Doigts du Dr T (The 5,000 Fingers of Dr. T.) de Roy Rowland
- 1954 : Une femme qui s'affiche (It Should Happen to You) de George Cukor
- 1954 : Sabrina de Billy Wilder
- 1954 : Phffft! de Mark Robson
- 1955 : La Cuisine des anges (We're No Angels) de  	Michael Curtiz
- 1960 : Quand les fantômes s'amusent (Das Spukschloß im Spessart) de Kurt Hoffmann

### Réalisateur
- 1933 : Ich und die Kaiserin / Moi et l'Impératrice
- 1934 : The Only Girl
- 1934 : Bandits and Ballads

## Publications
- (de) Friedrich Hollaender, Menschliches Treibgut, préface de Thomas Mann, Bonn, Weidle Verlag, 1995,  (ISBN 3931135098)
- (de) Friedrich Hollaender, Volker Kühn, Von Kopf bis Fuss : Revue meines Lebens, Bonn, Weidle Verlag, 1996  (ISBN 3931135179) ; réédition Aufbau Taschenbuch-Verlag, Berlin, 2001